# 라트비아와 벤츠필스를 위하여
라트비아와 벤츠필스를 위하여(라트비아어: Latvijai un Ventspilij)은 1994년 라트비아에서 아이바르스 렘베르스가 창당한 지역주의 정당이다. 벤츠필스를 기반으로 하며 현재 지도자는 아이바르스 렘베르크스이다.